# Audi A4 B7
Audi A4 B7 er tredje generation af den store mellemklassebil Audi A4. Modellen afløste B6, som den var en faceliftet udgave af, i november 2004, og blev i marts 2008 afløst af B8.
Siden foråret 2009 sælges bilen med ændret karrosseri- og interiørdesign som SEAT Exeo.

## Ændringer i forhold til forgængeren
B7's karrosseri var nydesignet. Ændret var sidelinjen, kofangerne, forlygterne og baglygterne. Den mest markante ændring var Singleframe-kølergrillen, som for første gang var monteret på en mellemklassebil fra Audi. Derimod var kabinens design med undtagelse af rattet, sæderne og instrumenterne identisk med forgængeren.
Derudover blev udover undervognen, styringen og bremserne samt kollisionssikerheden opdateret til den daværende standard. ESP-systemet fra Bosch opdateret fra version 5.7 til 8.0, og desuden blev et nyt airbagsystem monteret (version 9.41 i stedet for 8.4), som blandt andet indeholdt totrins fører- og passagerairbags samt en passagerføler. Derved blev passagerairbagen kun udløst, hvis sædet var besat.
Også motorprogrammet blev aktualiseret, og en ny 2,0-liters benzinmotor med turbolader og direkte indsprøjtning og 147 kW (200 hk) introduceret. Denne motor afløste 1,8-liters turbomotoren fra forgængeren med 140 kW (190 hk) og blev senere solgt i to yderligere effekttrin. To nye 2,0-liters dieselmotorer med 103 kW (140 hk) og 125 kW (170 hk) afløste forgængerens 1,9-liters dieselmotor med 96 kW (130 hk).
Også nye sekscylindrede 3,2-liters benzin- og 3,0-liters dieselmotorer kom til indsats, som begge havde vedligeholdelsesfrit knastakseltræk med kæde. V6-benzinmotoren med direkte indsprøjtning ydede 188 kW (255 hk) og afløste begge V6-motorerne fra forgængeren. Den nye 3,0-liters dieselmotor ydede først 150 kW (204 hk) og blev senere opgraderet til 171 kW (233 hk). Den gamle 2,5-liters dieselmotor med fordelerindsprøjtningspumpe og 120 kW (163 hk) blev i noget tid monteret i B7, men blev herefter afløst af en nyudviklet 2,7-liters commonrail-dieselmotor med 132 kW (180 hk).
Listen over standard- og ekstraudstyr forblev stort set uændret. Nyt var det i forbindelse med xenonlys bestilbare kurvelys adaptive light (adaptivt lys), regnsensoren og den automatisk oplukkelige bagagerumsklap til Limousine.

## Karrosserivarianter
Fra starten fandtes B7 både som sedan (Limousine) og stationcar (Avant). Cabrioleten på basis af B7 blev præsenteret på Frankfurt Motor Show omtrent et år efter introduktionen af Limousine og Avant og kom ud til forhandlerne i januar 2006.
- A4 Limousine bagfra
- Audi A4 Avant (2004–2008)
- Audi A4 Cabriolet (2006–2009)

## Drivlinie
Bilen havde som standard forhjulstræk, mens visse motorvarianter også kunne kombineres med firehjulstræksystemet quattro, som var standard på S4 og RS4.

## Byggetid
- Limousine: November 2004 − november 2007
- Avant: November 2004 − marts 2008
- Cabriolet: Januar 2006 − februar 2009

Frem til slutningen af juni 2007 blev der bygget ca. 800.000 biler af type B7, hvoraf ca. halvdelen er stationcars (Avant).

## Ændringer
B7 gennemgik i løbet af sin byggetid kun få ændringer. Dieselmotoren kunne fra slutningen af 2005 som ekstraudstyr fås med partikelfilter, som i starten af 2006 blev standardudstyr.
Udover ændringer i motorprogrammet blev visse detaljer ændret i midten af 2006. Blandt andet kom der en ny radiogeneration med mp3-afspillefunktion og nyt design. Det "lille" navigationssystem (BNS 5.0) blev betjent over den monokrome 6" billedskærm på den nye radio, som også viste navigationshenvisningerne (indtil da kom de over kombiinstrumentet). Det "store" navigationssystem (RNS-E) forblev uændret. Den nye sportsudstyrspakke S line indeholdt nye forlygter med hvide blinklysglas, som på S4 og RS4 var standardudstyr. Cabrioletmodellen fik de modificerede forlygter i midten af 2007.
I starten af 2007 introducerede Audi modellen 2.0 TFSI e. e stod for economy (engelsk for økonomi), og bilen havde:
- Gearskifteindikator i kombiinstrumentet
- Sjette gear med længere udveksling
- Motorhjelm af aluminium samt
- Letløbsdæk

2,0-liters turbomotoren, som var neddroslet til 125 kW (170 hk), udledte 169 (Limousine) hhv. 171 (Avant) gram CO2 pr. 100 km.
I midten af 2007 kom modellen 1.9 TDI e, som i modsætning til den almindelige 1.9 TDI havde sekstrins gearkasse samt de ovennævnte forandringer fra TFSI e.

## Modelvarianter
Modellen S4 kom på markedet samtidig med introduktionen af A4 og havde ligesom forgængeren 253 kW (344 hk) i alle tre karrosserivarianter.
I midten af 2005 kom A4 DTM Edition, som kun fandtes som Limousine med 2,0-liters turbomotor med 162 kW (220 hk).
Fra efteråret 2005 kunne den allerede i marts på Geneve Motor Show præsenterede og særligt sportslige RS4 med 309 kW (420 hk) købes som Limousine, og fra midten af 2006 også som Avant og Cabriolet.

## Motorer
| Model         | Cylindre | Ventiler | Slagvolume cm³ | Max. effekt kW (hk) / omdr. | Max. drejningsmoment Nm / omdr. | Motorkode | 0-100 km/t sek. | Topfart km/t | Varianter                   | Byggeår     |
| ------------- | -------- | -------- | -------------- | --------------------------- | ------------------------------- | --------- | --------------- | ------------ | --------------------------- | ----------- |
| Benzinmotorer |          |          |                |                             |                                 |           |                 |              |                             |             |
| 1.6           | 4        | 8        | 1595           | 75 (102) / 5600             | 148 / 3800                      | ALZ       | 12,6            | 190          | Limousine, Avant            | 2004 − 2008 |
| 1.8 T         | 4        | 20       | 1781           | 120 (163) / 5700            | 225 / 1950 − 4700               | BFB       | 8,6             | 228          | Limousine, Avant, Cabriolet | 2004 − 2008 |
| 2.0           | 4        | 20       | 1984           | 96 (130) / 5700             | 195 / 3300                      | ALT       | 9,9             | 212          | Limousine, Avant            | 2004 − 2008 |
| 2.0 TFSI e    | 4        | 16       | 1984           | 125 (170) / 4300 − 6000     | 280 / 1800 − 4200               | BPJ       |                 |              | Limousine, Avant            | 2007 − 2008 |
| 2.0 TFSI      | 4        | 16       | 1984           | 147 (200) / 5100 − 6000     | 280 / 1800 − 5000               | BGB / BWE | 7,3             | 241          | Limousine, Avant, Cabriolet | 2004 − 2008 |
| 2.0 TFSI      | 4        | 16       | 1984           | 162 (220) / 5900 − 6100     | 300 / 2200 − 4000               | BUL       | 6,9             | 243          | Limousine, Avant            | 2005 − 2008 |
| 3.2 FSI       | 6        | 24       | 3123           | 188 (255) / 6500            | 330 / 3250                      | AUK       | 7,0             | 245          | Limousine, Avant, Cabriolet | 2004 − 2008 |
| S4            | 8        | 40       | 4163           | 253 (344) / 7000            | 410 / 3500                      | BBK       | 5,6             | 250          | Limousine, Avant, Cabriolet | 2004 − 2008 |
| RS4           | 8        | 32       | 4163           | 309 (420) / 7800            | 430 / 5500                      | BNS       | 4,8             | 250          | Limousine, Avant, Cabriolet | 2005 − 2008 |
| Dieselmotorer |          |          |                |                             |                                 |           |                 |              |                             |             |
| 1.9 TDI       | 4        | 8        | 1896           | 85 (115) / 4000             | 285 / 1900                      | BKE / BRB | 11,2            | 201          | Limousine, Avant            | 2004 − 2008 |
| 2.0 TDI       | 4        | 16       | 1968           | 103 (140) / 4000            | 320 / 1750 − 2500               | BLB / BRE | 9,7             | 212          | Limousine, Avant            | 2004 − 2005 |
| 2.0 TDI DPF   | 4        | 8        | 1968           | 103 (140) / 4000            | 320 / 1750 − 2500               | BPW       | 9,7             | 212          | Limousine, Avant, Cabriolet | 2005 − 2008 |
| 2.0 TDI DPF   | 4        | 16       | 1968           | 125 (170) / 4200            | 350 / 1750 − 2500               | BRD       | 8,6             | 228          | Limousine, Avant            | 2006 − 2008 |
| 2.5 TDI       | 6        | 24       | 2496           | 120 (163) / 4000            | 310 / 1400 − 3600               | BCZ       | 8,9             | 219          | Limousine, Avant            | 2004 − 2005 |
| 2.5 TDI       | 6        | 24       | 2496           | 120 (163) / 4000            | 350 / 1500 − 3000               | BDG       | 8,8             | 227          | Limousine, Avant            | 2004 − 2005 |
| 2.7 TDI       | 6        | 24       | 2698           | 132 (180) / 3300 − 4250     | 380 / 1400 − 3300               | BPP       | 8,4             | 230          | Limousine, Avant, Cabriolet | 2005 − 2008 |
| 3.0 TDI       | 6        | 24       | 2967           | 150 (204) / 3500 − 4500     | 450 / 1400 − 3150               | BKN       | 7,2             | 235          | Limousine, Avant            | 2004 − 2005 |
| 3.0 TDI       | 6        | 24       | 2967           | 171 (233) / 4000            | 450 / 1400 − 3250               | ASB       | 6,8             | 245          | Limousine, Avant, Cabriolet | 2005 − 2008 |

## Trivia
- For første gang i Audi A4's historie kunne modellen fås med regnsensor.
- Biler med xenonforlygter var som standard forsynet med halogendagkørelys.
- B7 er ca. 39 mm længere og 6 mm bredere end B6.
- Brændstoftanken kunne i modeller med forhjulstræk rumme 70 liter ligesom i forgængeren. På quattro-modeller kunne den rumme 63 liter.
- I slutningen af 2008 blev produktionsanlæggene på otte uger med 1.200 lastbilsture fragtet til den spanske by Martorell, hvor de skulle bruges til fabrikationen af den næsten identiske SEAT Exeo.[6]